# Fruits et coquillages
Fruits et coquillages est une peinture à l'huile sur bois datée de 1623, du peintre du Siècle d'or néerlandais Balthasar van der Ast, disciple de son beau frère Ambrosius Bosschaert et maître de Jan Davidszoon de Heem, comptant parmi les peintres néerlandais de natures mortes les plus importants de la première moitié du XVIIe siècle ; elle est conservée au palais des Beaux-Arts de Lille.

## Analyse
Cette œuvre est caractéristique de la période utrechoise de l'artiste par l'élégance de sa composition qui fourmille de détails, son coloris chatoyant et le raffinement de son exécution. Comme souvent dans ses œuvres, très appréciées d'une clientèle bourgeoise, un premier plan donne à voir une juxtaposition d'éléments inertes ou vivants simplement disposés les uns à côté des autres sur une tablette de pierre représentant une accumulation de fruits organisés en harmonie les uns par rapport aux autres dans un récipient, qui est cette fois un plat de céramique chinoise Wanli.
Pour Hervé Oursel, il convient de voir dans ce tableau « une méditation sur la mort et la destinée humaine » ; pour Walter Liedke, « il ne fait pas trop chercher de significations spirituelles dans ce type d'œuvres - objet luxueux qui, de toute façon, a pu n'être pour les protecteurs de Van der Ast qu'un exercice avant tout littéraire ».

## Exposition
Cette peinture est exposée dans le cadre de l'exposition Les Choses. Une histoire de la nature morte au musée du Louvre du 12 octobre 2022 au 23 janvier 2023, parmi les œuvres de l'espace nommé « Vanité ».